# Stożeczek

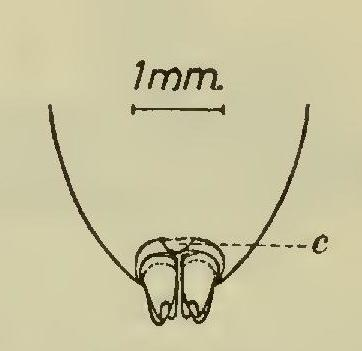
Kądziołki przędne Clubiona pallidula, stożeczek zaznaczony literą „c”

Stożeczek, kolulus (łac. colulus, l. mn. coluli, także hypopygium) – element narządów przędnych niektórych pająków.
Struktura ta ma postać wzgórka, guzka, stożkowatego wyrostka czy też smukłej przydatki. Położona jest na analnym końcu opistosomy (odwłoka), obok kądziołków przędnych, mniej więcej w miejscu, w którym u innych gatunków występować może siteczko przędne.
Według Menge (1843) narząd ten może być szczątkowym siteczkiem przędnym. Z kolei Bertkau (1872) zauważył, że stanowi on jedynie proste uwypuklenie oskórka odpowiadające obszarowi między siteczkiem a przetchlinką. U rodzaju Loxosceles colulus leży między przednimi kądziołkami, wierzchołkiem skierowany jest brzuszno-ogonowo, a jego powierzchnię pokrywają włoski takie jak na reszcie opistosomy. Jego oskórek jest cieńszy niż w innych miejscach opistosmy, podskórek grubszy, a pod nim znajduje się łukowata jama hemocelu. Według Montogemerego sugerować to może funkcję oddechową narządu. U innych taksonów budowa coluli może być odmienna. U Peucetia i Latrodectus jest tam dłuższa niż szersza płytka, u Tegenaria derhamii i Hahnia bimaculata płytka szersza niż dłuższa, a u Agelena naevia para małych płytek.
U rodzaju Trochosa, według Jaworowskiego (1895), colulus rozwija się z woreczkowatych endopoditów odnóży odwłokowych czwartego segmentu opistosomy. Badania Montogemerego (1909) nad Loxosceles wykazały, że u rodzaju tego struktura ta jest od początku nieparzysta i rozwija się z pogrubienia pomiędzy odnóżami czwartego segmentu opistosomy, z których tworzą się przednie kądziołki.